# Ayenia cajalbanensis
Ayenia cajalbanensis là một loài thực vật có hoa trong họ Cẩm quỳ. Loài này được Alain mô tả khoa học đầu tiên năm 1960.